# Magnus Ahlgren (arkitekt)

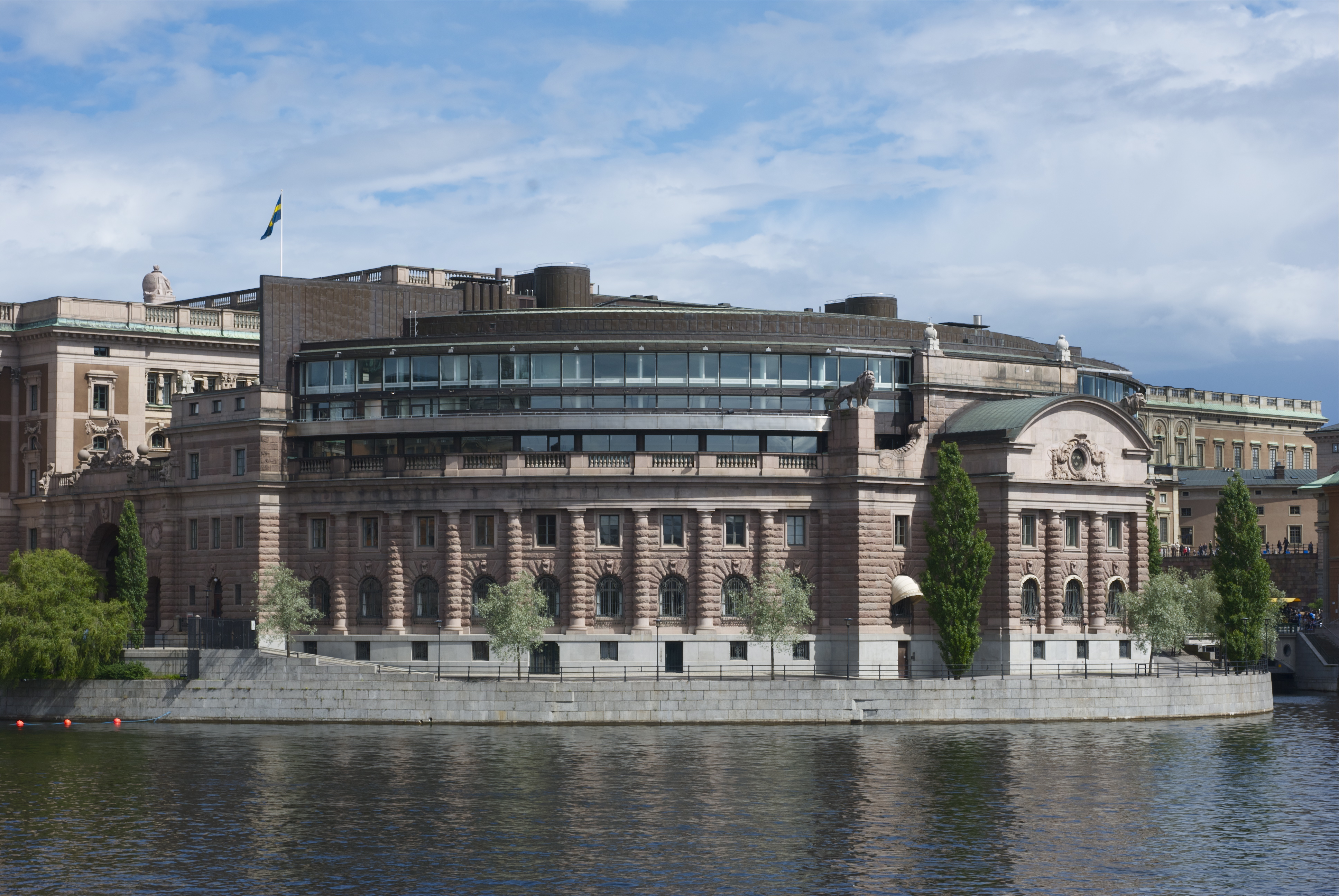
Ombyggnaden 1975-83 av riksdagshuset för den nya enkammarriksdagen.

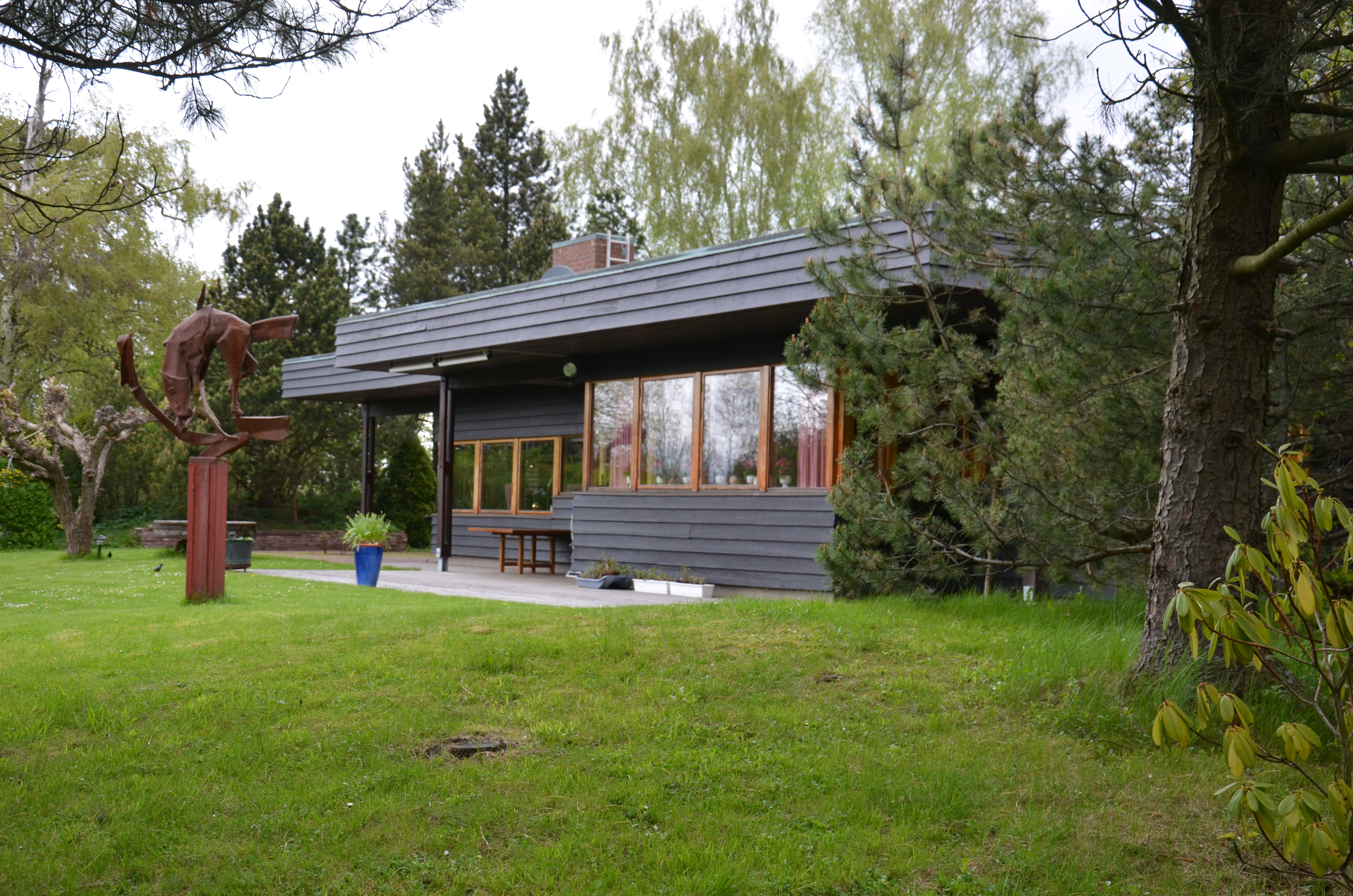
Nordengatan 19 i Norrköping, 1964.

Bror Magnus Edvard Ahlgren, född 3 februari 1918 i Sätila församling, Älvsborgs län, död 7 november 2005 i Tullinge, var en svensk arkitekt.

## Biografi
Efter studentexamen 1938 vid Högre allmänna läroverket i Skara utbildade sig Ahlgren till arkitekt vid Kungliga Tekniska högskolan i Stockholm 1939–1943. Åren 1943–1945 var han anställd vid Kooperativa Förbundets Arkitektkontor under Erik Ahlsén och tillhörde 1945–1948 Kungliga Tekniska högskolans byggnadskommitté. Han var lärare vid Architectural Association School of Architecture i London 1948–1949 och tjänstgjorde vid Stockholms stads stadsplanekontor under Sven Markelius 1950–1952. Åren 1952–1958 var han chefsarkitekt vid tunnelbanans arkitektkontor. Där ritade han bland annat huvudkontoret för Stockholms Spårvägar i kvarteret Icarus (nuvarande Munkbrohallen).
Magnus Ahlgren arbetade huvudsakligen ihop med sina arkitektkollegor Sven Silow och Torbjörn Olsson under namnet AOS arkitektkontor som grundades 1950. Tillsammans utförde de en mängd uppdrag, däribland ombyggnaden av Rosenbad i Stockholm till regeringskansli i mitten av 1950-talet, samt ombyggnaden 1975–1983 av riksdagshuset i Stockholm för den nya enkammarriksdagen. Ahlgren finns representerad vid Nationalmuseum. Han är begravd på Tullinge parkkyrkogård.